# Bokross Ferenc
Bokross Ferenc (Bokros) (Sissó, 1782. március 13. – Léva, 1836. január 22.) piarista tanár.

## Élete
A rendbe lépett 1799. október 3. Privigyén; 1803-ban tanított Podolinban, 1805–1808-ig bölcseleti s teológiai tanuló volt Kolozsvártt; 1812-ben Mosonmagyaróvárott és 1815–1817-ben Vácon tanított a gymnasiumban; azután a rendi növendékeket tanította Kecskeméten; 1824–1831-ig házfőnök és plébános volt Nagykárolyban; 1831-től másod házfőnök Léván.

## Munkái
- Votum pietatis. Tyrnaviae, 1808 (költemény Kelle tiszteletére.)
- Ode ad… Jos. Schedy praepositum B. M. V. de Maik. Uo. 1808
- Ode… Ladislai Kámánházy Vaciensis, et Georgii Kurbély Veszprimiensis praesuum… oblata. Vacii, 1815
- Carmen Leonardo Ciani canonico dicatum. Uo. 1815
- Monumentum pietatis dno Michaeli Kámánházy Vaciensium antistiti… occosione solemnium exequiarum. Uo. 1817 (költemény)
- Ode dni Lad. Kámánházy… episcopi… honoribus oblata 1818. Uo.
- Ode pro die natali Francisci I. imperatoris Austriae august. Hungariae regis. Temesvarini. 1819
- Elegia honoribus… dni Joannis Ham, Szathmariensis episcopi. Pestini, 1828
- Monumentum pietatis… dni Joannis Ham… Magno-Karolini, 1828 (költemény)
- Elegia… patri Joanni Bapt. Grosser, schofolarum piarum praepositi. Pesthini, 1832
- Ode quam honoribus dni Petri Klobusiczky… eccl. Colocensis archiepiscopi… obtulit. Hely és év n.